# Luperina nigrescens
Luperina nigrescens är en fjärilsart som beskrevs av Max Wilhelm Karl Draudt 1933. Luperina nigrescens ingår i släktet Luperina och familjen nattflyn. Inga underarter finns listade i Catalogue of Life.